# Kirchenkreis Dinslaken
Der Kirchenkreis Dinslaken ist einer der 37 Kirchenkreise in der Evangelischen Kirche im Rheinland (EKiR) mit Sitz in Dinslaken. Zu ihm gehören acht Kirchengemeinden.

## Gebiet
Das Gebiet des Kirchenkreises erstreckt sich über den Teil des Kreises Wesel, der rechts (östlich) des Rheins und südlich der Lippe liegt, also die Städte Dinslaken und Voerde (Niederrhein) sowie die südlich der Lippe liegenden Ortsteile von Hünxe und Schermbeck, und den Duisburger Stadtbezirk Walsum. Dazu kommen die Dorstener Stadtteile Hardt und Östrich aus dem westfälischen Kreis Recklinghausen, die zur Kirchengemeinde Gahlen gehören.
Der Kirchenkreis grenzt, von Südosten aus im Uhrzeigersinn, an die rheinischen Kirchenkreise Oberhausen, Duisburg, Moers, Kleve und Wesel sowie an den westfälischen Kirchenkreis Gladbeck-Bottrop-Dorsten.

## Geschichte
Das Gebiet des heutigen Kirchenkreises gehörte in der Frühen Neuzeit zum Herzogtum Kleve, wo sich im 16. Jahrhundert aufgrund der toleranten Haltung von  Herzog Wilhelm von Jülich-Kleve-Berg viele evangelische Gemeinden bilden konnten. In manchen Orten, etwa in Gahlen, Götterswickerhamm, Hiesfeld, Holten und Hünxe war die gesamte Bevölkerung zum Luthertum übergegangen und konnte sich auch die mittelalterliche Kirche sichern. Die Gegenreformation führte zum Niedergang mancher Gemeinden. Nachdem das Gebiet 1609 an Brandenburg-Preußen bzw. Pfalz-Neuburg gefallen war, wurde 1610 auf der Duisburger Generalsynode die reformierte Kirche von Jülich-Kleve-Berg gegründet. Im Landesteil Kleve bestanden drei Classes, Duisburg, Wesel und Kleve; dazu kam die schon 1608 gegründete Classis in der bis 1702 zu Nassau-Oranien gehörenden Grafschaft Moers. Zur Duisburger Classis gehörten unter anderem die Gemeinde Holten, die inzwischen reformiert geworden war, sowie die reformierten Minderheitsgemeinden in Dinslaken und Hiesfeld. Später kamen Gartrop und Voerde hinzu.
Die lutherischen Gemeinden des Herzogtums Kleve gründeten auf einer Synode in Dinslaken 1612 einen Kirchenverband, der nach reformiertem Vorbild ebenfalls presbyterial-synodal organisiert war und später drei Classes umfasste, neben Dinslaken auch Wesel und Kleve. Zur Classis Dinslaken gehörten neben den Gemeinden aus dem 16. Jahrhundert auch weitere, die im 17. und 18. Jahrhundert entstanden, so in Dinslaken, Spellen und Duisburg (lutherisch).
Als das Gebiet durch den Wiener Kongress 1815 zum Königreich Preußen gekommen war (zuerst als Teil der Provinz Jülich-Kleve-Berg, ab 1822 der Rheinprovinz), wurden die reformierte Classis Duisburg und die lutherische Classis Dinslaken 1817 zum Kirchenkreis Duisburg (nach damaligem Sprachgebrauch zur Synode Duisburg) zusammengefasst. Nachdem durch die Industrialisierung die Zahl der evangelischen Christen stark gestiegen war und zahlreiche neue Gemeinden entstanden waren, wurde 1926 der nördliche Teil des Kirchenkreises als Kirchenkreis Dinslaken herausgetrennt. Sein Gebiet umfasste den damaligen Kreis Dinslaken (einschließlich der damals noch selbständigen Städte Sterkrade und Walsum) sowie die kreisfreie Stadt Hamborn, die bis 1911 ebenfalls zum Kreis Dinslaken gehört hatte. Die Hamborner Gemeinden kehrten nach der Eingemeindung nach Duisburg in den Kirchenkreis Duisburg zurück; die in Sterkrade wurden 1954 an den neugegründeten Kirchenkreis Oberhausen abgegeben.

## Kirchengemeinden und Kirchengebäude
Nach mehreren Gemeindefusionen gehören (Stand Oktober 2023) folgende Kirchengemeinden zum Kirchenkreis:
- Dinslaken
  - Stadtkirche, Friedenskirche (Eppinghoven), Betsaal Bruch, Erlöserkirche
- Gahlen
  - Evangelische Kirche Gahlen, Friedenskirche (Hardt)
- Götterswickerhamm
  - Evangelische Kirche Götterswickerhamm, Evangelische Kirche Grünstraße, Katharina-von-Bora-Haus
- Hiesfeld
  - St. Cyriacus (Hiesfeld), Gemeindehaus Kirchstraße
- Hünxe
  - Evangelische Kirche Hünxe, Gemeindezentrum „Unsere Arche“ in Bruckhausen
- Spellen-Friedrichsfeld
  - Evangelische Kirche Spellen, Evangelische Kirche Friedrichsfeld
- Walsum-Aldenrade
  - Evangelische Kirche Aldenrade, Kirche und Gemeindezentrum Wehofen
- Walsum-Vierlinden
  - Johanneskirche (Vierlinden), Martin-Niemöller-Haus

## Leitung
Die Leitung des Kirchenkreises liegt bei der Kreissynode, die in der Regel zweimal im Jahr tagt, beim Kreissynodalvorstand und beim Superintendenten. Als Superintendent amtiert seit 2022 Pfarrer David Bongartz, als Nachfolger von Pfarrer Friedhelm Waldhausen, der ab 2014 amtiert hatte.

## Mitgliederstatistik
Laut der Volkszählung 1987 gehörten damals 43,0 % – 70.500  der 164.100 – Einwohner zur Evangelischen Kirche im Rheinland. Die Zahl der evangelischen Kirchenmitglieder ist seitdem gesunken. Anfang 2021 lebten im Gebiet des Kirchenkreises 171.900 Einwohner, wovon 28,7 % (49.300) Mitglieder der Landeskirche waren.